# Vialamptjärnen
Vialamptjärnen är en sjö i Timrå kommun i Medelpad och ingår i Indalsälvens huvudavrinningsområde. Sjön har en area på 0,142 kvadratkilometer och ligger 360,3 meter över havet.

## Delavrinningsområde
Vialamptjärnen ingår i det delavrinningsområde (696940-156778) som SMHI kallar för Mynnar i Ljustorpsån. Medelhöjden är 367 meter över havet och ytan är 10,69 kvadratkilometer. Det finns inga avrinningsområden uppströms utan avrinningsområdet är högsta punkten. Vattendraget som avvattnar avrinningsområdet har biflödesordning 3, vilket innebär att vattnet flödar genom totalt 3 vattendrag innan det når havet efter 56 kilometer. Avrinningsområdet består mestadels av skog (60 procent) och sankmarker (38 procent). Avrinningsområdet har 0,14 kvadratkilometer vattenytor vilket ger det en sjöprocent på 1,3 procent.